# Kulturarchiv Oberengadin
Das Kulturarchiv Oberengadin (rätoromanisch: Archiv culturel d’Engiadin’Ota) sammelt Dokumente zur Kultur des Oberengadins im Kanton Graubünden (Schweiz) und macht diese öffentlich zugänglich. Es befindet sich in mehreren Räumen der Chesa Planta in Zuoz.

## Geschichte und Trägerschaft

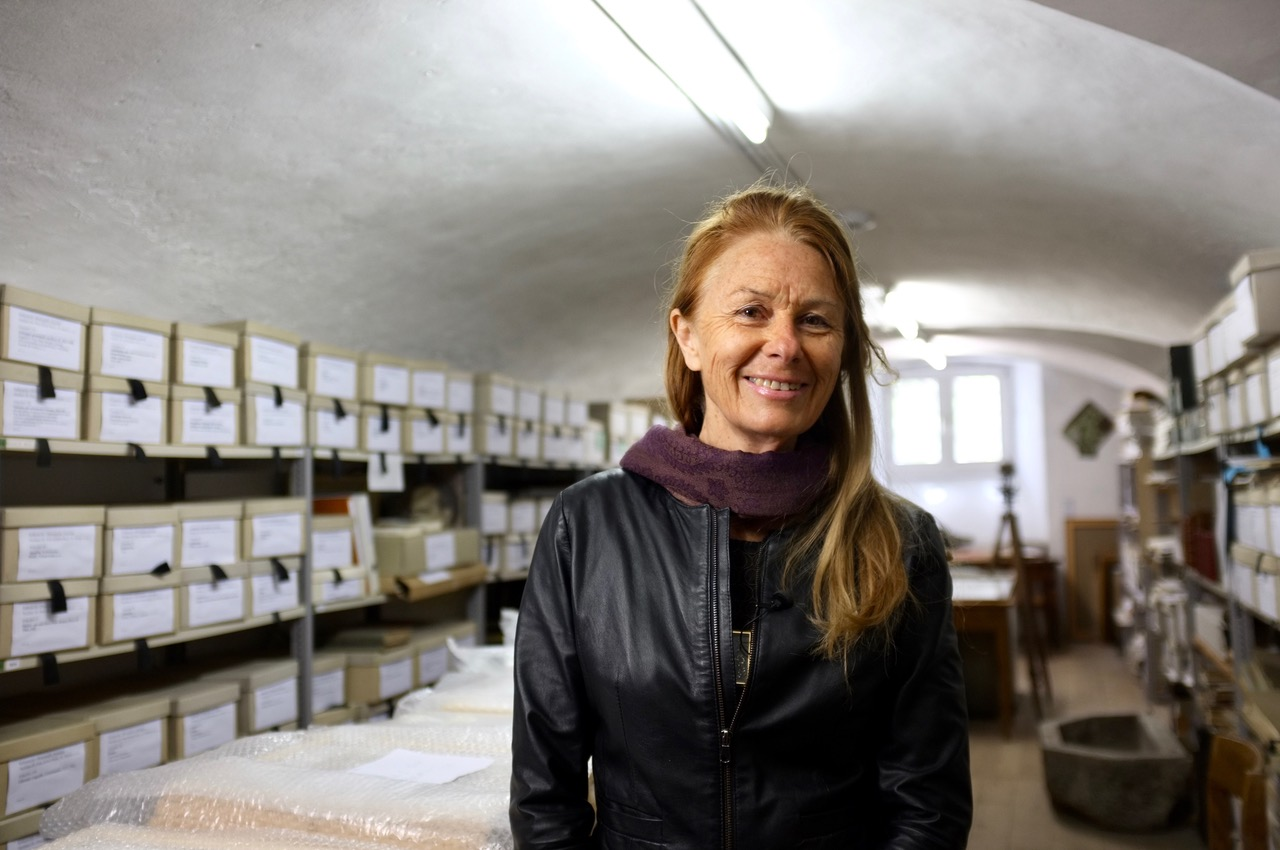
Die Mitgründerin Dora Lardelli (1953–2023) in einem der Räume des Kulturarchivs Oberengadin

Die Idee eines Oberengadiner Kulturarchivs entstand im Jahr 1985 durch die Kunsthistorikerin Dora Lardelli und den Bildhauer Giuliano Pedretti. Während der Vorbereitung der Ausstellung Das Oberengadin in der Malerei stiessen beide in vielen Engadiner Häusern auf Antiquitäten, Bilder, Fotografien, Landkarten, Briefe und andere historische Unterlagen.
Da sich die Objekte häufig in einem sehr schlechten Zustand befanden, retteten Lardelli und Pedretti die aus ihrer Sicht wertvollen Gegenstände und sammelten sie zunächst in einem angemieteten Zimmer im neu renovierten "Alten Spital" in Samedan. Nach zwei Jahren war dieses allerdings bereits völlig überfüllt.
Am 11. August 1988 wurde der Verein Kulturarchiv Oberengadin als Träger der Institution gegründet. Mitgründerin Dora Lardelli übernahm die Leitung des neuen Kulturachivs. 1991 zog die gesamte Sammlung in die Räume der Chesa Planta, einem Patrizierhaus aus dem Jahre 1595 in Samedan, um. Betrieben wird das Archiv durch mehrere Angestellte und zahlreiche ehrenamtliche Mitarbeitende. Die Oberengadiner Gemeinden, der Kanton Graubünden und der Schweizer Bund finanzieren den Basisbetrieb, Projekte und Sonderaufgaben werden von Stiftungen und Privatpersonen unterstützt.
2013 verlieh die Schweizerische Gesellschaft für Kulturgüterschutz dem Kulturarchiv einen Förderpreis für die Ausstellung Wunderkammer Engadin.
Nach dem Tod der Leiterin Dora Lardelli im Jahr 2023 übernahm der Historiker Kurt Gritsch die Leitung. Im August 2024 wechselte das Archiv von Samedan an den neuen Standort in der Chesa Planta in Zuoz, einem Gebäude aus dem 16. Jahrhundert.

## Sammlung
Die Sammlung umfasst Briefe, Pläne, Fotografien, Zeichnungen, Landkarten, Katasterpläne, Gemälde, Plakate, besondere Bücher und anderes mehr, wie beispielsweise drei Bobschlitten aus dem Jahr 1905 oder historische Musikinstrumente. Hunderte von Nachlässen und Schenkungen aus den Bereichen Kunst, Architektur, Sprache, Musik, Naturkunde und Wirtschaft sind seit der Gründung 1988 vom Kulturarchiv übernommen worden.
Zu den bedeutendsten Stücken der Sammlung zählen der Familiennachlass der Ärztedynastie Berry aus St. Moritz, der Fotonachlass von Gustav Sommer aus Samedan, bestehend aus rund 40’000 Negativen, der Architekturnachlass Max Alioth aus Basel und St. Moritz, der Nachlass des Dekorationsmalers Kaspar Donatsch aus Celerina, der Künstlernachlass der Bergellerin Elvezia Michel und die reichhaltige Dokumentation über Tourismus, Bildung und Verkehr der Familie Gustav Pinösch aus Vulpera und Pontresina.
Die Breite der Sammlung zeigt sich an weiteren Beispielen, wie den Nachlässen des Schmetterlingbeobachters Othmar Lesnik, der in Rom tätig gewesenen Celeriner Familie Singer, des Bierbrauingenieurs Gino Späth, sowie historischen Dokumenten des Sammlers Guido Huder und den Unterlagen des Zuckerbäckerforschers Dolf Kaiser. Zugänglich sind auch das Archiv des Luxushotels Maloja Palace, eine Dokumentation über den italienischen Maler Giovanni Segantini, eine Stichsammlung von Andrea Flück oder der Schriftennachlass und eine filmische Dokumentation über den Bildhauer Giuliano Pedretti.

## Zugang
Die Verzeichnisse des Kulturarchivs sind online recherchierbar, teils detailliert und teils summarisch. Einzelne Fotografien werden nach und nach gescannt und ins Online-Inventar aufgenommen. Einige Landschaftsaufnahmen sind über die Website archiv-des-ortes.ch einsehbar.
Unterlagen des Kulturarchivs werden in temporären Ausstellungen im Hause gezeigt und anderen Institutionen zur Verfügung gestellt.

## Galerie
Beispiele aus der Sammlung des Kulturarchivs:

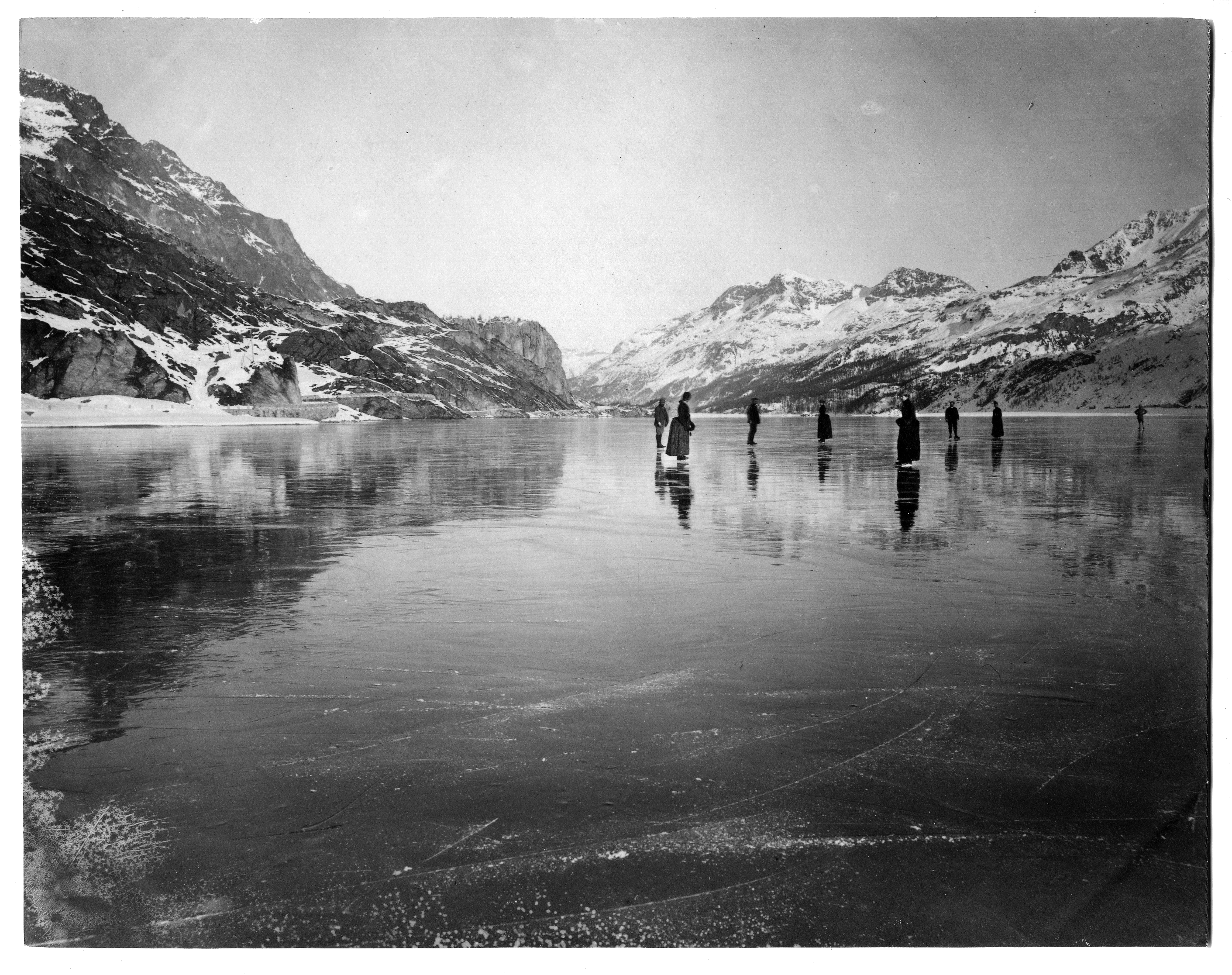
Elizabeth Main: Schlittschuhfahren auf dem Silser See
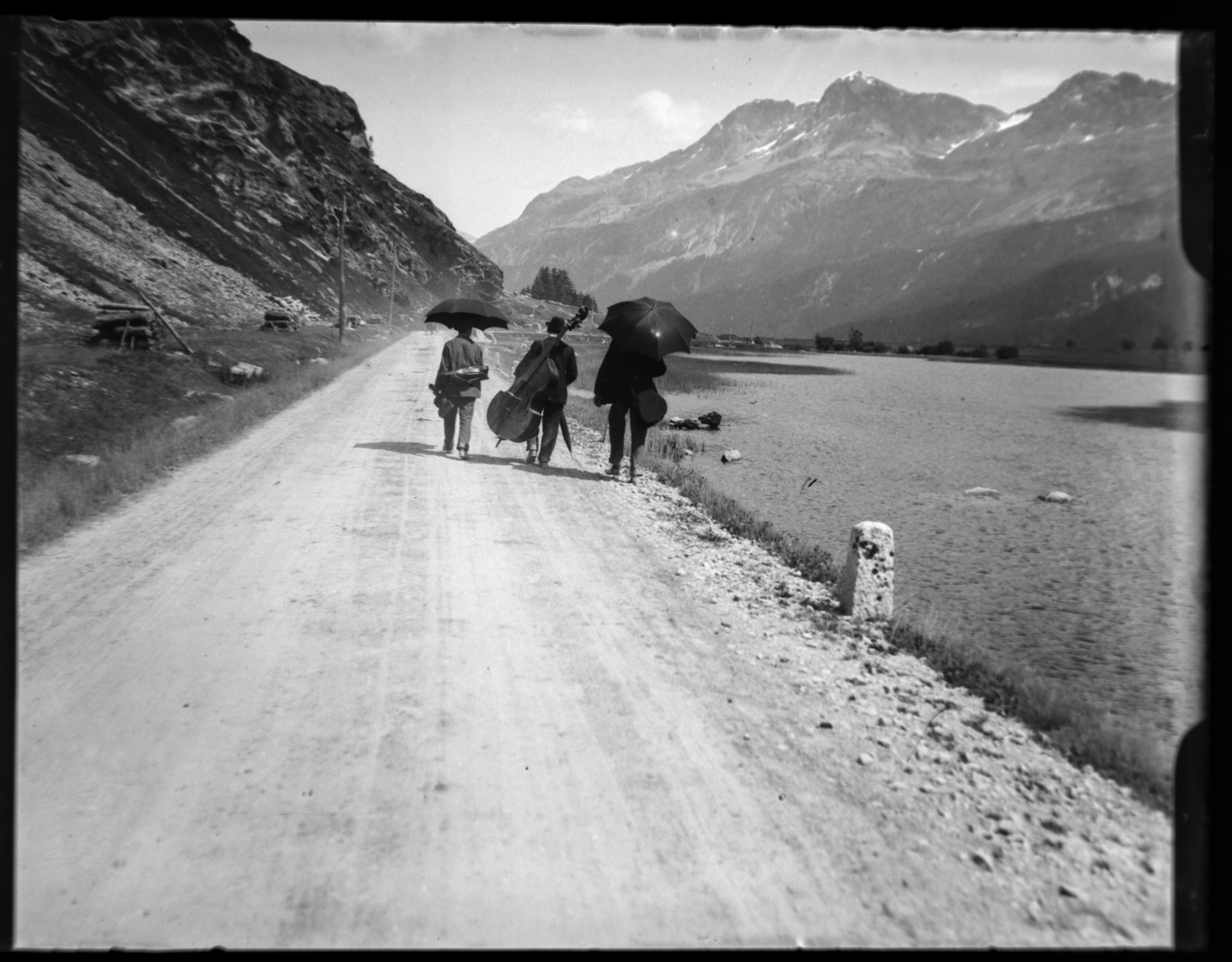
Musikgruppe Fränzli bei Sils, um 1900
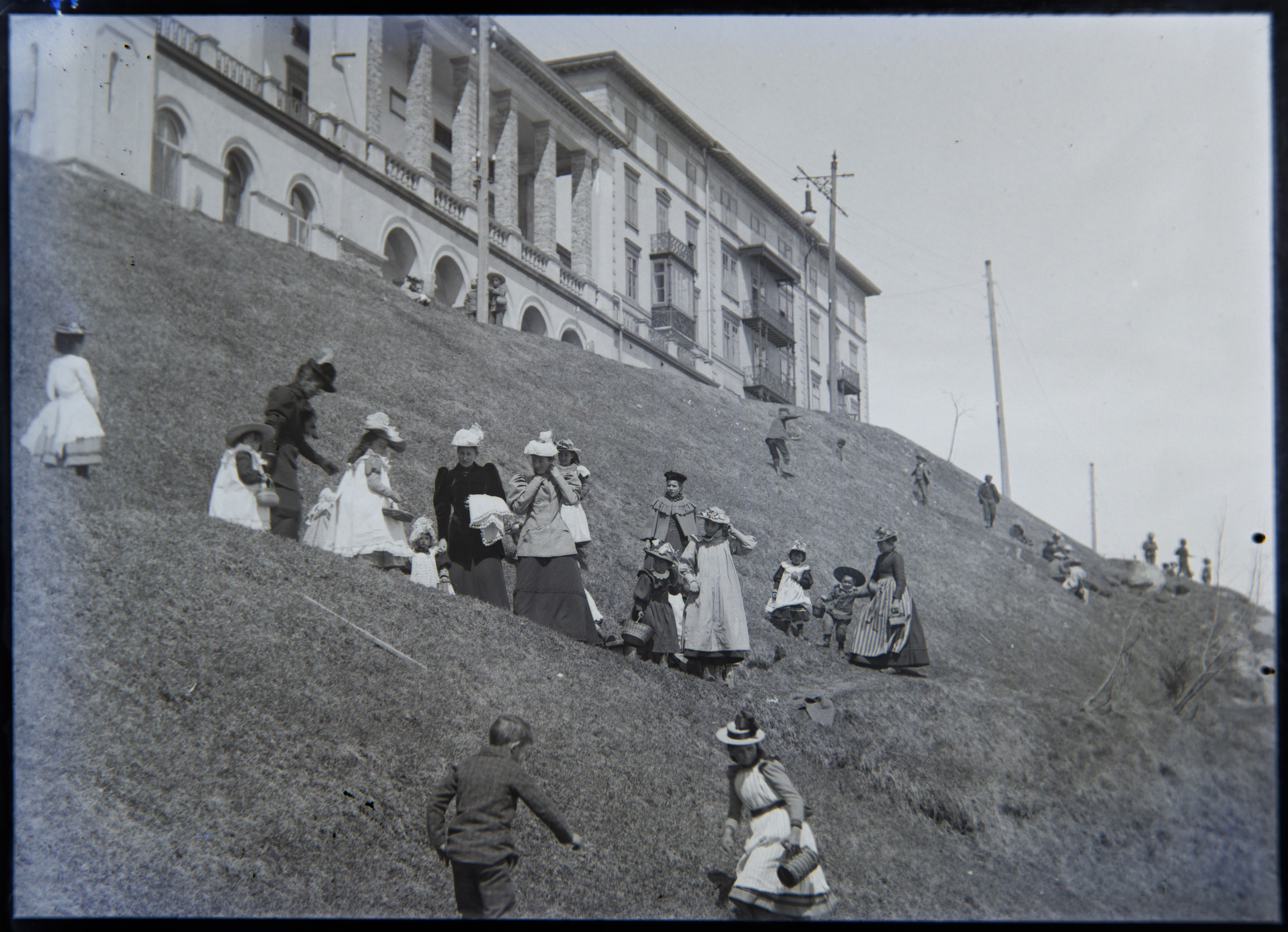
Kulm-Wiese St. Moritz, um 1900
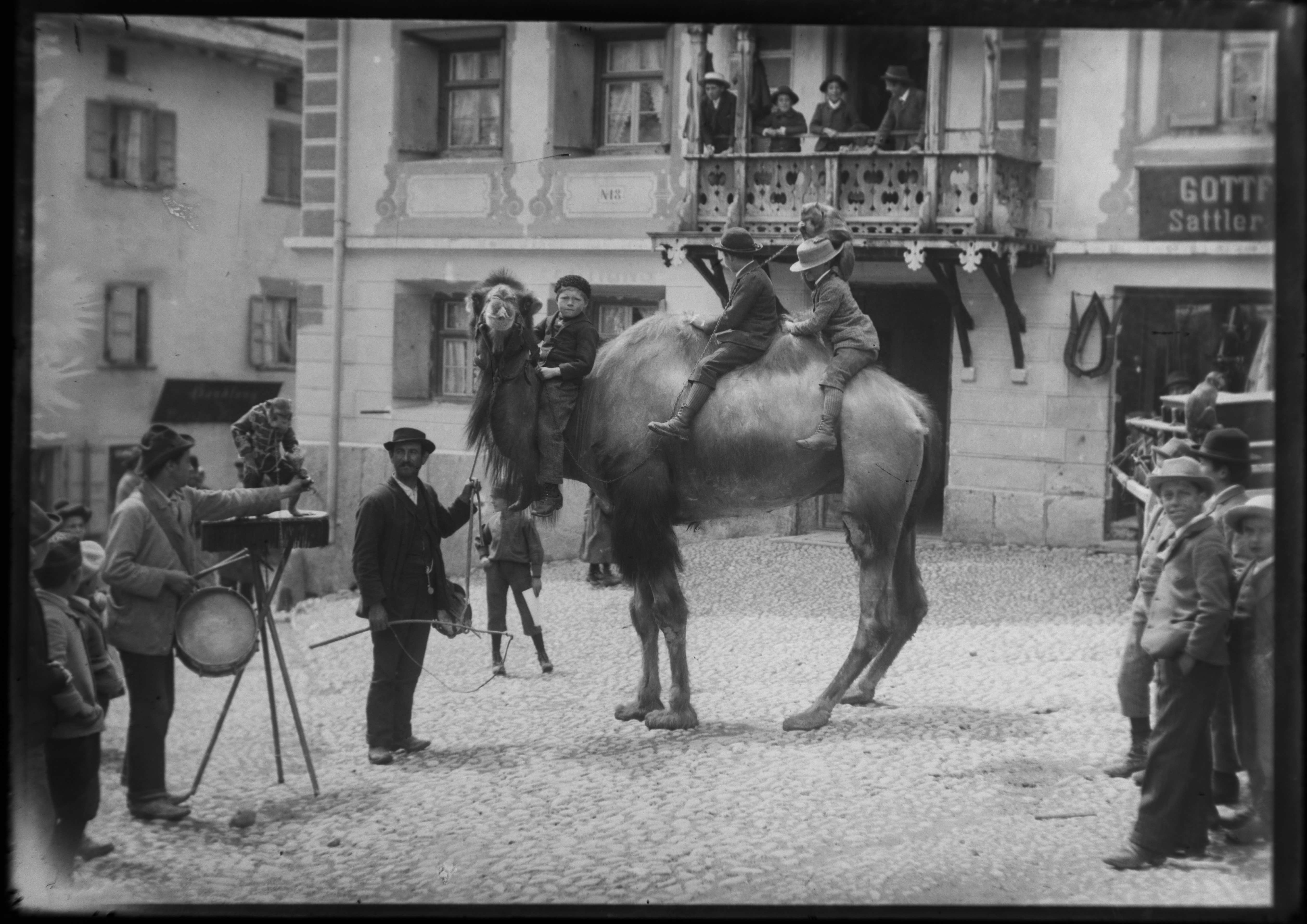
Wanderzoo mit Kamel inmitten von St. Moritz, um 1890
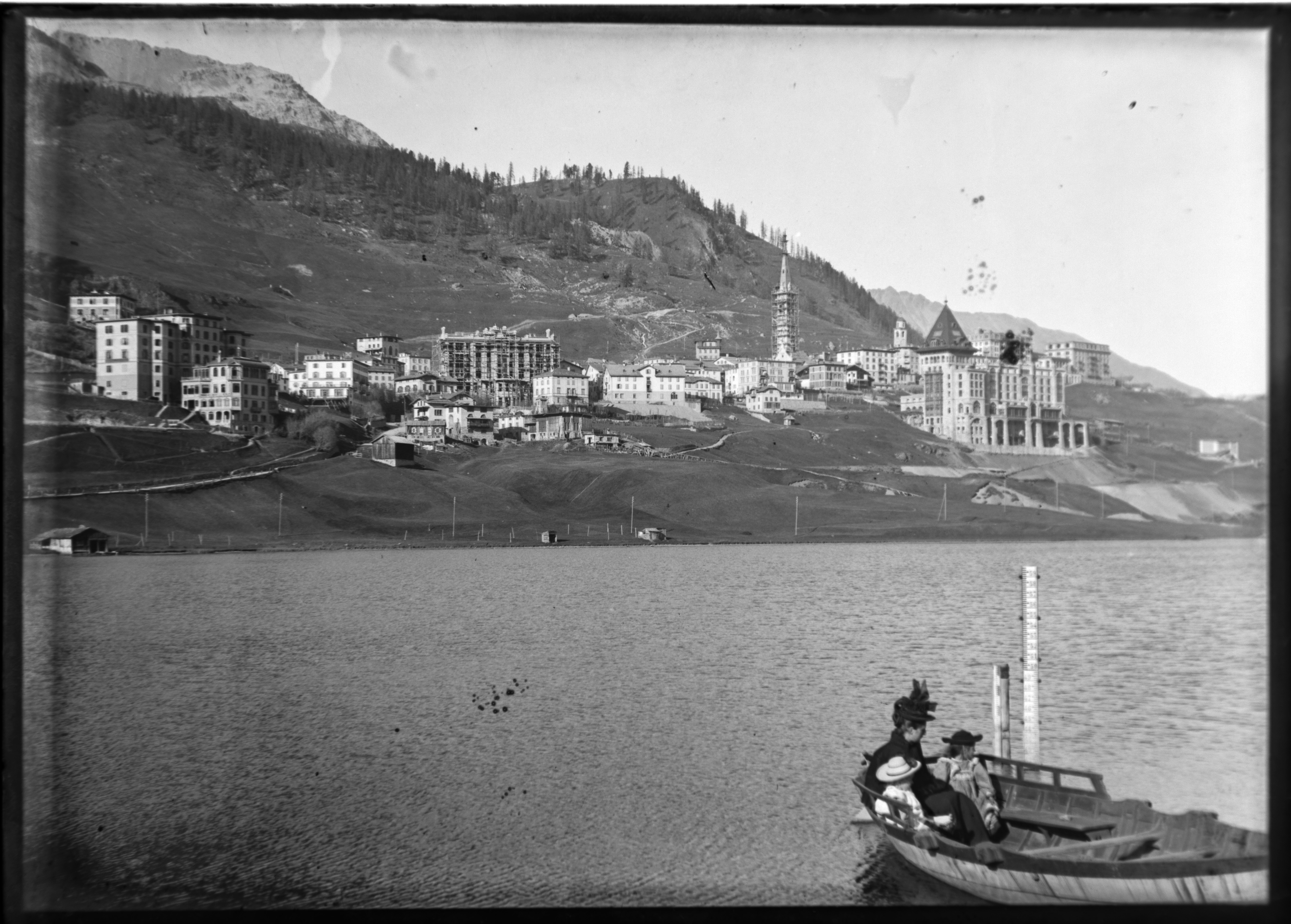
St. Moritz vom See, um 1890
St. Moritz, um 1900
St. Moritz Dorf
Kupferstich von Champfèr
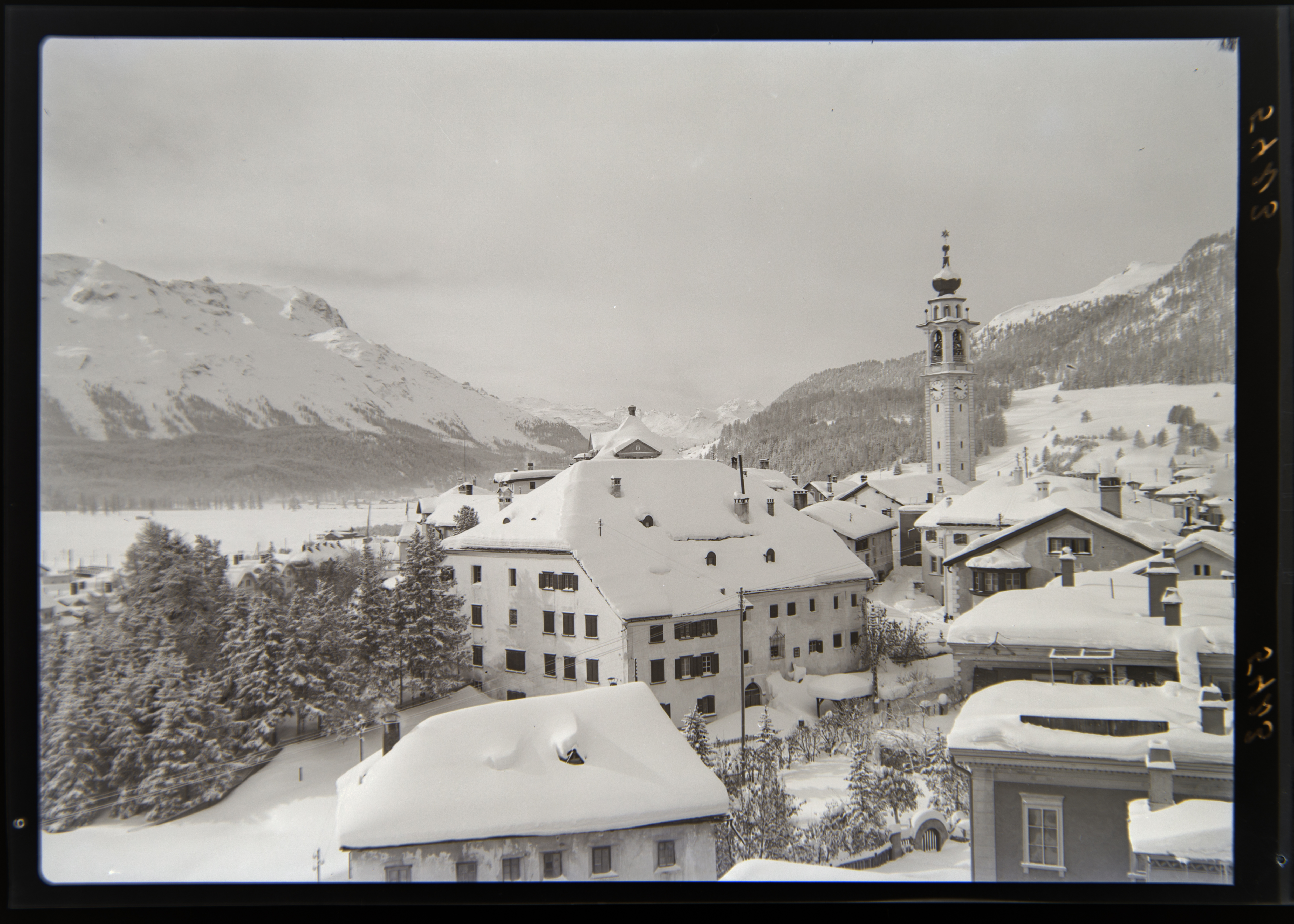
Samedan um 1930, mit Chesa Planta
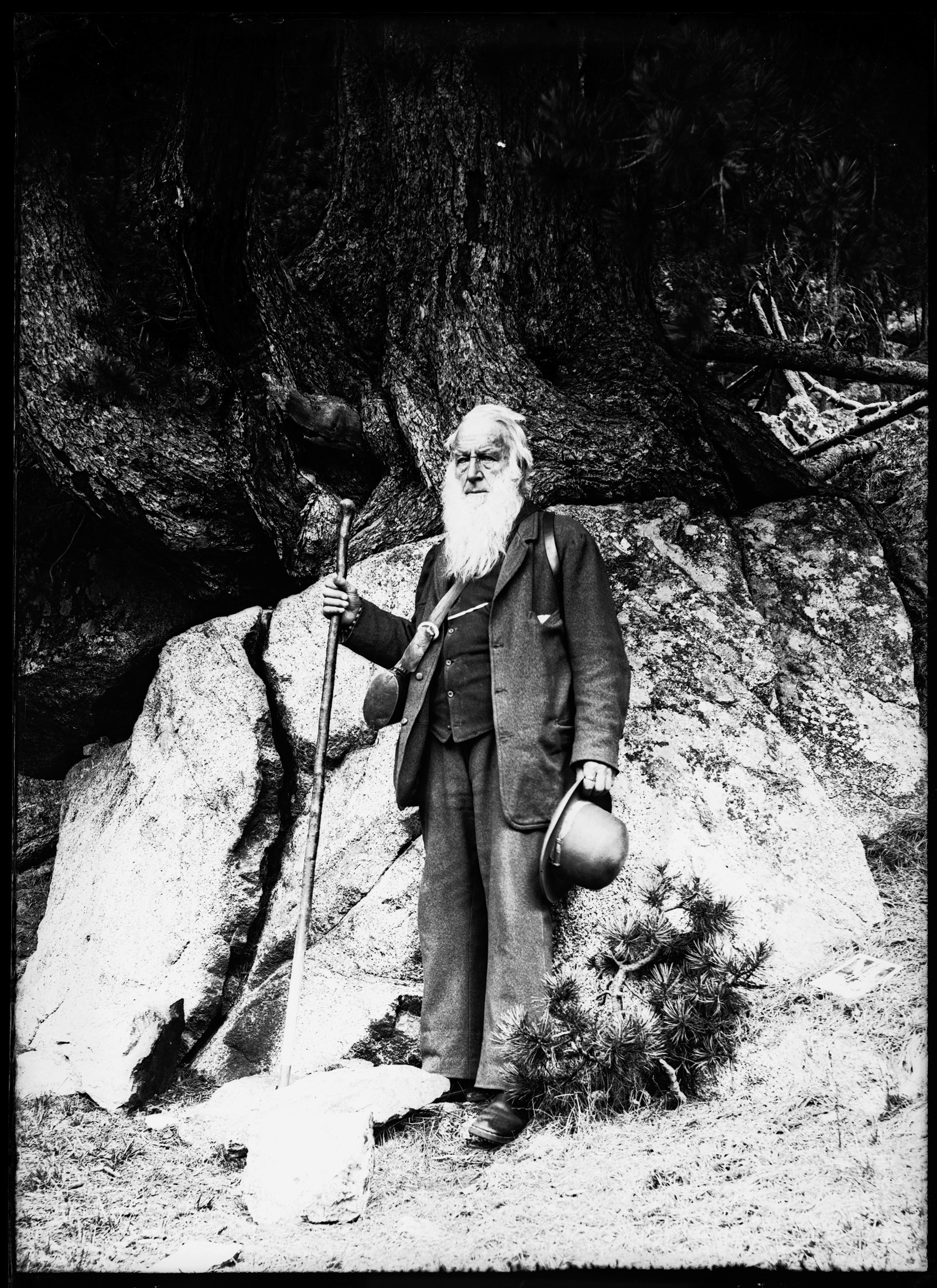
Johann Luzi Krättli vor einer 4000-jährigen Arve

### Über das Kulturarchiv
- Dora Lardelli: Das Kulturarchiv Oberengadin – eine Pionierinstitution, in: Bündner Jahrbuch, Chur 2016
- Karl Wüst: Kulturarchiv Oberengadin in Samedan GR. „Bei Anfragen sage ich nie nein“, in: Da, wo etwas los ist. 15 Kulturorte in der Schweiz, Limmat Verlag, Zürich 2016
- Das Kulturarchiv Oberengadin feiert sein 25-Jahr-Jubiläum, in: Südostschweiz, 22. Juli 2013
- Gion Gaudenz und andere: 10 Jahre Kulturarchiv Oberengadin 1989–1999. Samedan 1999

### Vom Kulturarchiv herausgegeben
- Das Engadin auf Glasplatten. Gustav Sommer 1882–1956. Hrsg. vom Kulturarchiv Oberengadin. Montabella Verlag, St. Moritz 2015
- Dora Lardelli: The Magic Carpet. Kunstreise zu den Oberengadiner Hotels, 1850–1914. Hrsg. vom Kulturarchiv Oberengadin. Eine Publikation des Instituts für Kulturforschung Graubünden ikg, Chur. Verlag Skira, Mailand und Genf, 2010. Italienische und deutsche Ausgabe.
- Publikationen des Kulturarchivs